# Ödekyrka

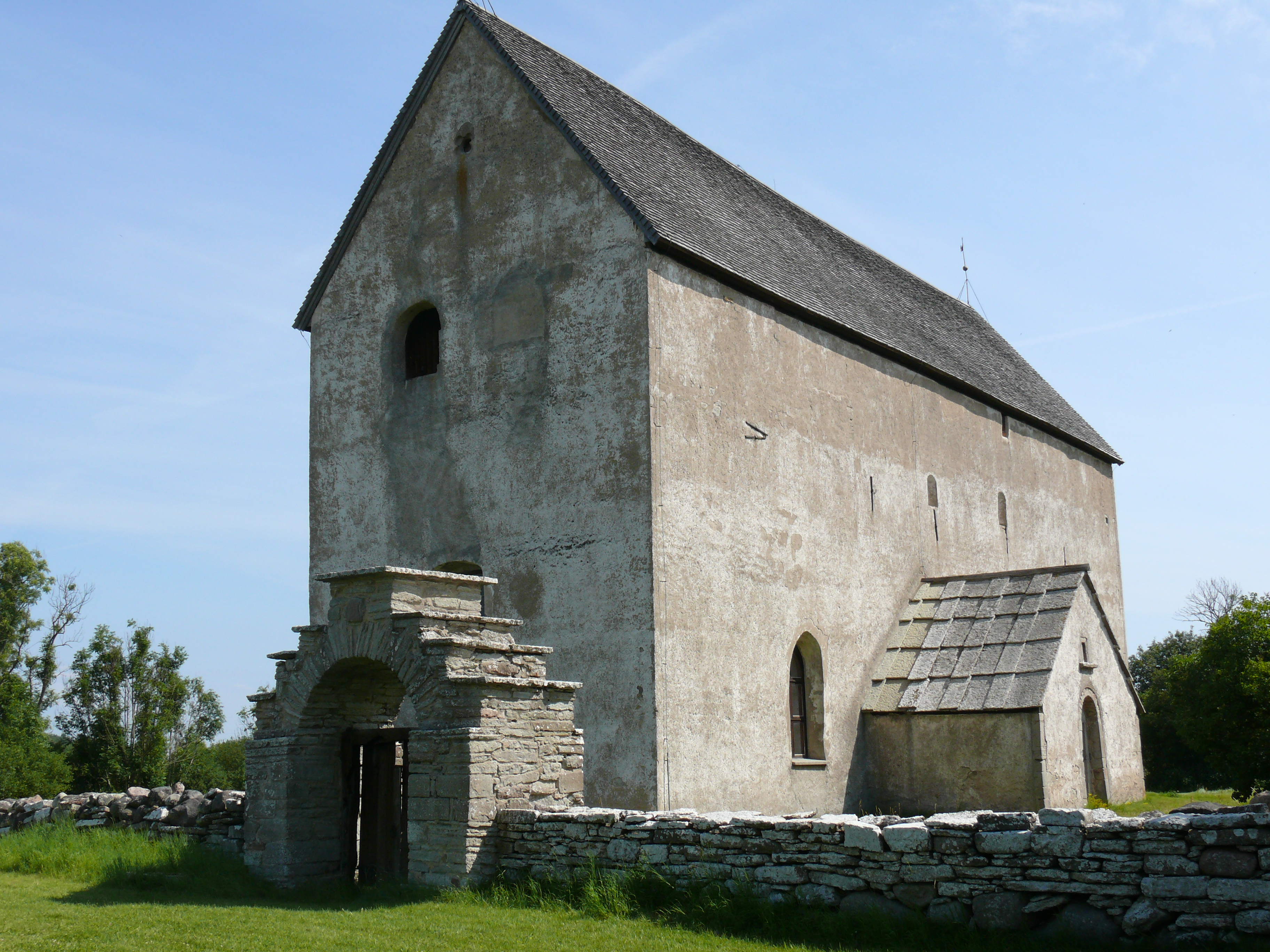
Källa ödekyrka.

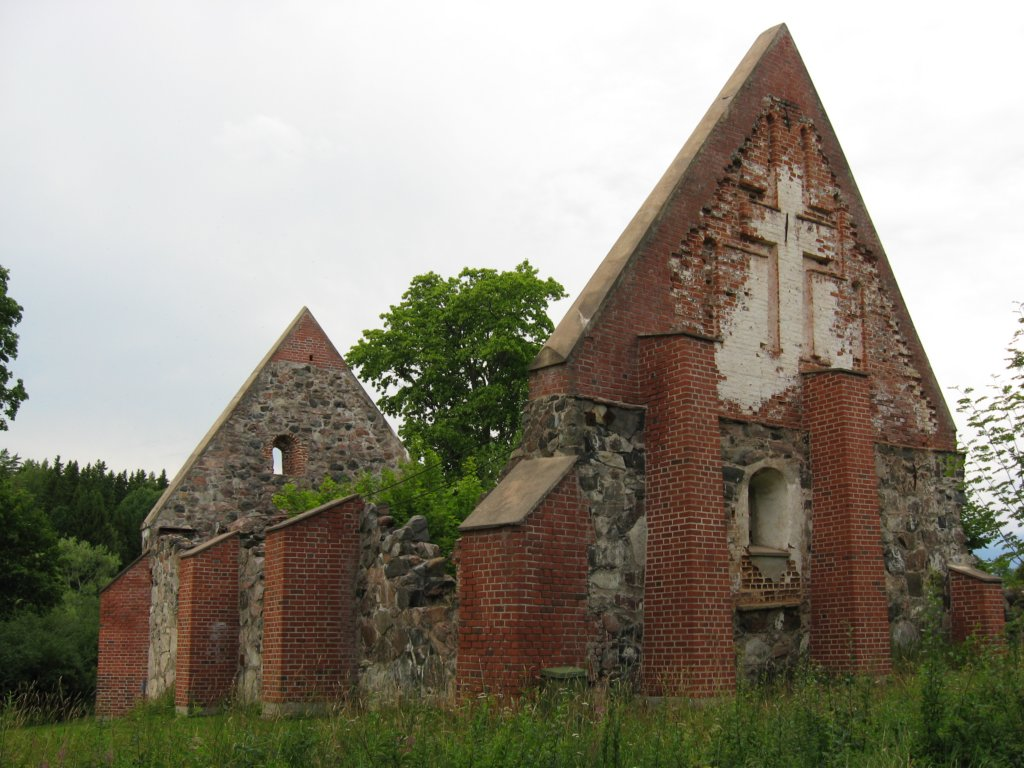
Å ödekyrka i Å.

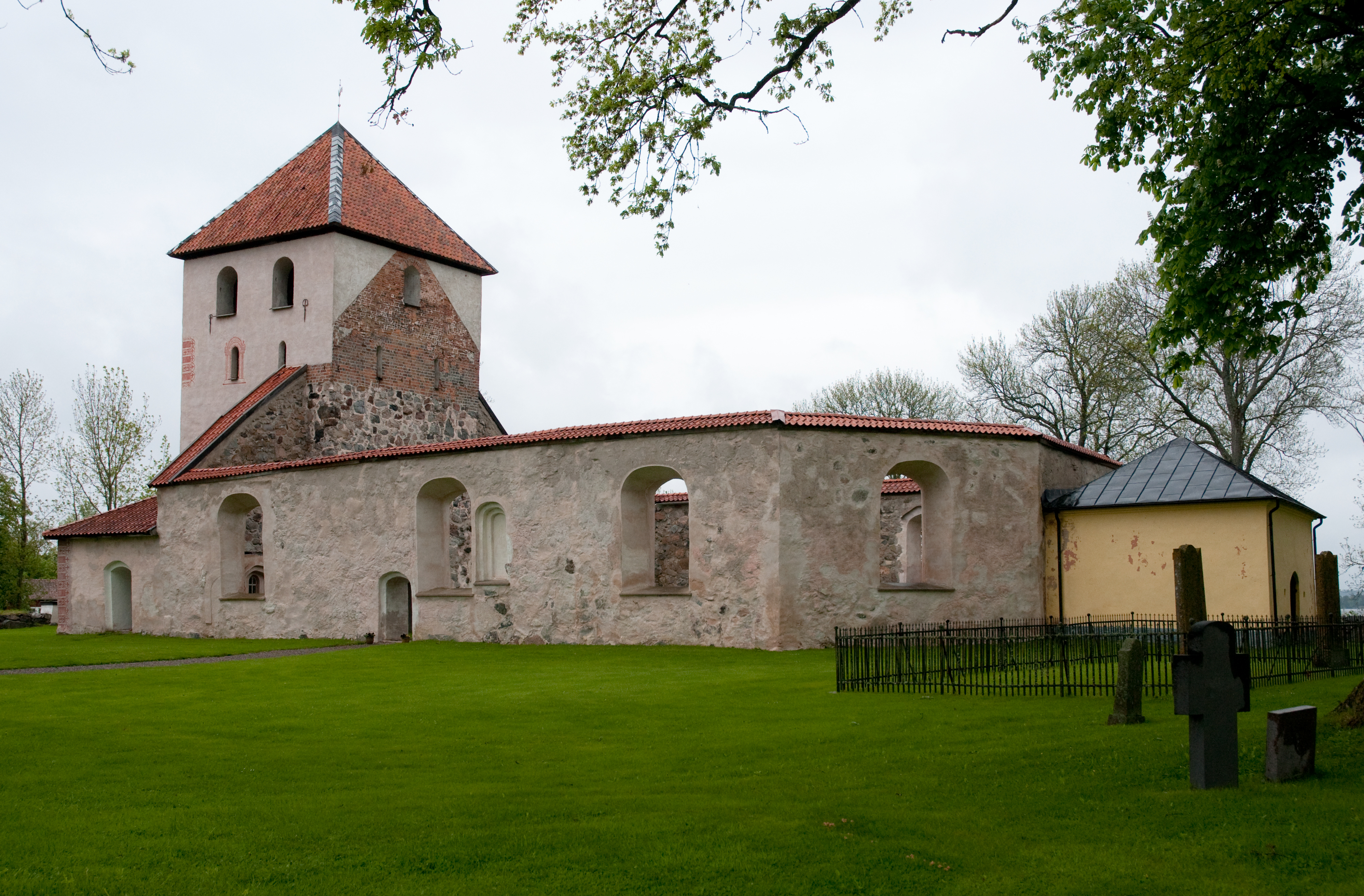
Björkviks gamla kyrka.

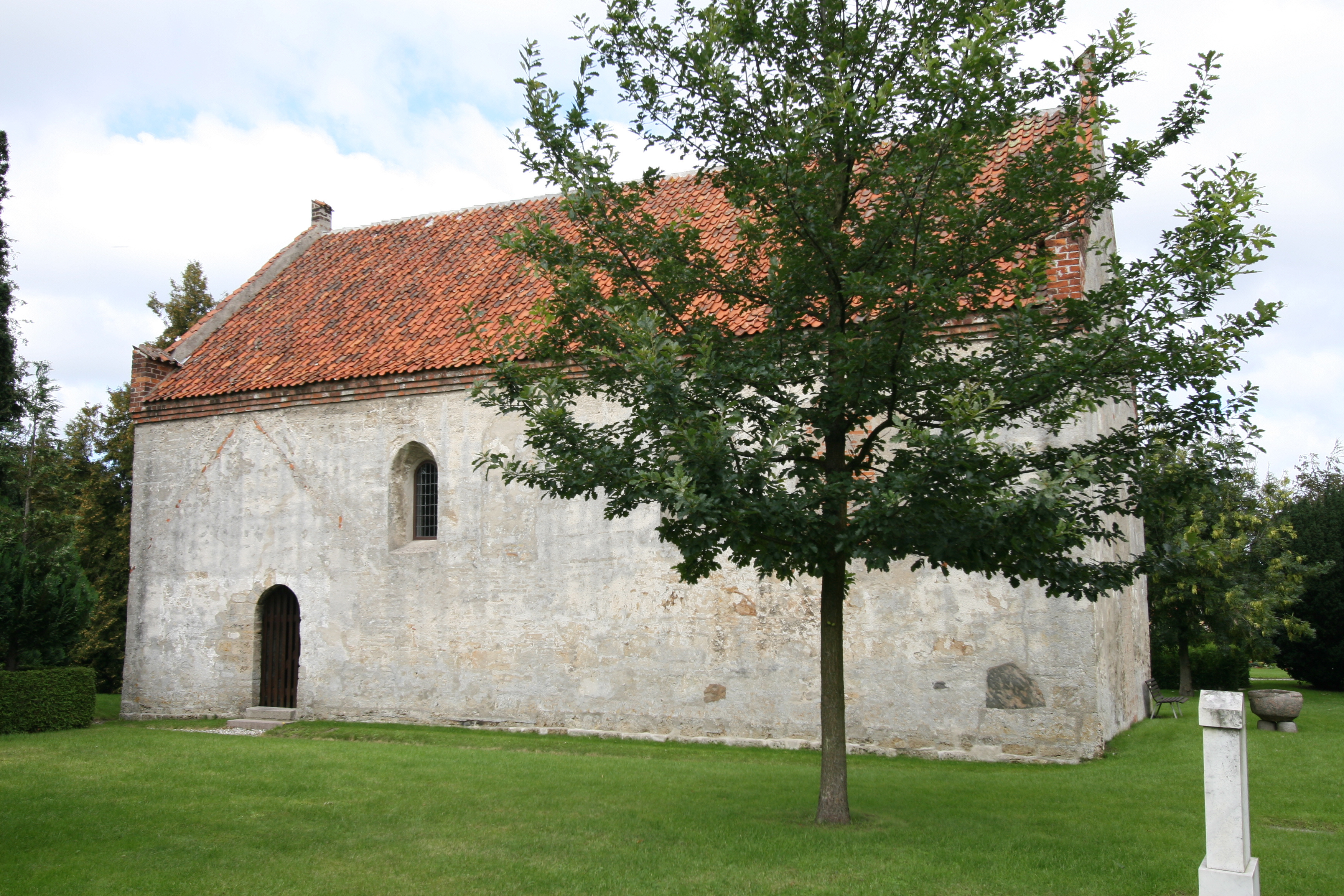
Sankt Ibs kyrka i norra Roskilde i Danmark.

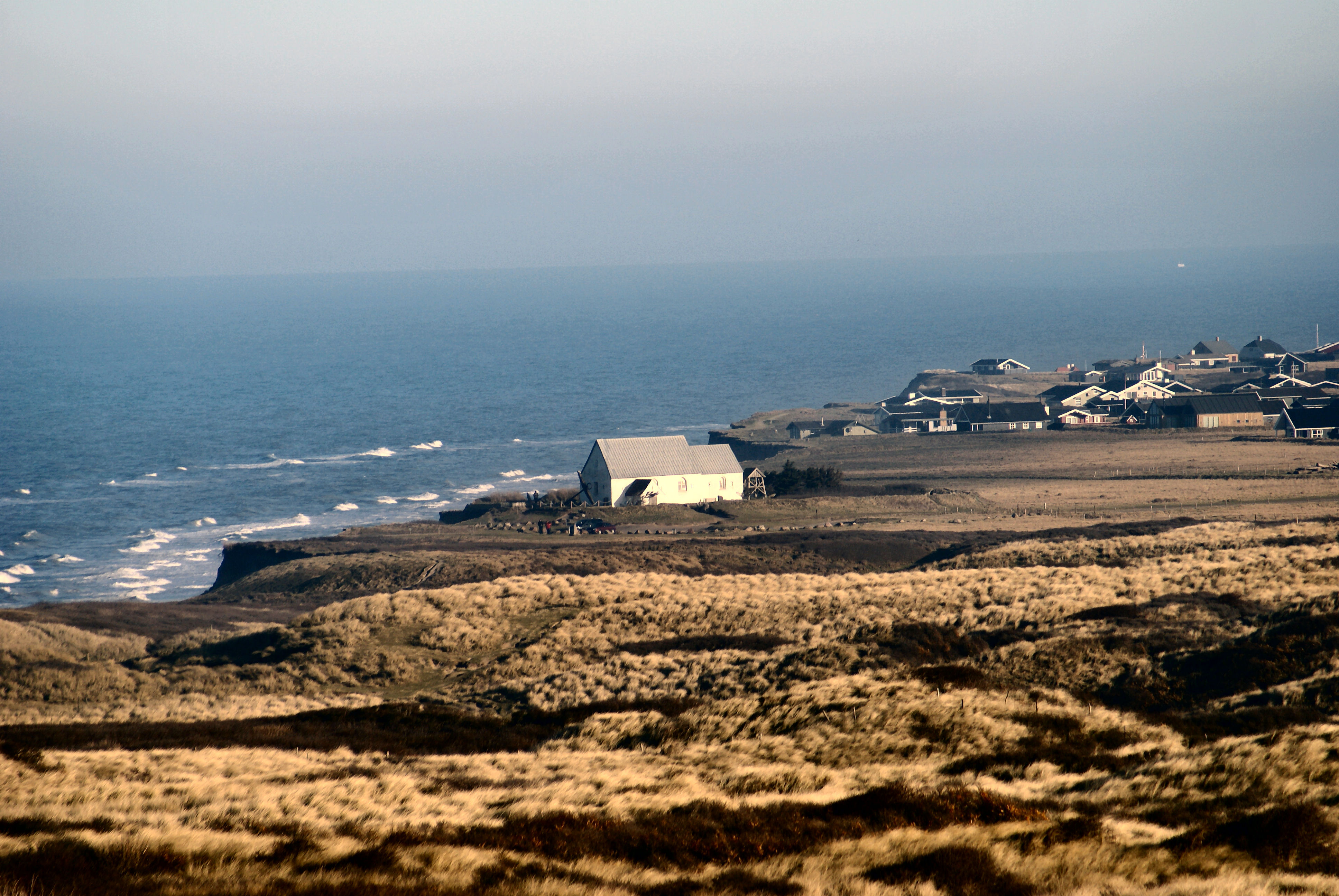
Mårups kyrka 2008 (riven 2009).

Ödekyrka är en kyrka som slutat att användas regelbundet för religiösa ceremonier och inte längre utgör en egentlig församlingskyrka. I de fall kyrkan förfallit men delar av byggnaden står kvar kallas de ofta kyrkoruin; ett alternativt begrepp för platser där det tidigare stått en kyrka är kyrkoplats.
På medeltiden användes termen ecclesia desolata för kyrkor som tagits ur bruk.

## Historik över ödekyrkor i Sverige
Kyrkor har av olika skäl blivit övertaliga och övergivits nästan sedan de först började byggas. På 1100-talet inleddes ett mycket intensivt kyrkobyggande, allra tätast i Västergötland. Redan under 1200-talet gavs tillstånd av påven Gregorius IX att där slå samman kyrkor. Under medeltiden blev många gårdskyrkor övertaliga i samband med nya sockenstrukturer. Under senmedeltiden ledde nedgången i befolkningen efter pestepidemierna till att ett stort antal kyrkor övergavs.
Reformationen ledde till nedläggning och rivning att ett stort antal klosterkyrkor, hospitalskyrkor, sockenkyrkor och kapell. I Lund fanns till exempel 26 stenkyrkor före reformationen, varav de flesta var tomma redan på 1540-talet och varav idag endast Lunds domkyrka och Sankt Peters klosters kyrka står kvar. 1557 skrev Gustav Vasa: "Det de överflödiga och allt för när varandra bygde bonde kyrker här i Riket och synnerligen i den landsända Västergötland (där sådant mycket gement är) måtte en part avlägsnas och de andra dess bättre vid makt hållas".
Under 1700- och 1800-talen revs många gamla kyrkor. Det berodde på att befolkningen ökade starkt och kyrkorna blev för små. Man ville också byta ut de små och mörka medeltidskyrkorna mot en ny typ av kyrkor som var större och ljusare. Ofta skedde sammanslagningar av församlingar samtidigt. Dessutom skedde en kraftig förändring av befolkningskoncentrationerna. Järnvägsbyggande och industrialisering skapade nya samhällen, och kyrkorna i de äldre byarna hamnade ibland avsides. Från 1800-talet finns många övergivna kyrkplatser bevarade.
Uppkomsten av övertaliga kyrkor under 1900-talet och början på 2000-talet sammanhängde främst med minskat behov på grund av sekularisering och fortsatt befolkningsomflyttning.
Även naturliga skeenden har skapat ödekyrkor. I Skagen ledde sandflykt till att den gamla stadskyrkan Sankt Laurentii fylldes med sand och övergavs i slutet av 1700-talet.

## Ödekyrkor utanför Sverige
Upp till 60 kyrkor i marsklandskapet i Schleswig-Holstein dränktes vid stormfloder 1362–1654. Mårups medeltidskyrka på Jylland revs 2008, när strandklinten eroderats till tolv meter från kyrkans västra gavel.

## Exempel på ödekyrkor i Sverige
- Ganns ödekyrka
- Krokeks ödekyrka
- Källa ödekyrka

## Exempel på ödekyrkor i Danmark
- Den tilsandede kirke – några kilometer utanför Skagen
- Sankt Ibs kirke – i norra Roskilde[4]